# Quay Valley
 (12 mai 2016).
Quay Valley, également connu sous le nom de « Quay Valley Ranch », est un projet de fondation d'une ville nouvelle aux États-Unis dans le comté de Kings en Californie. La ville sera bâtie sur un territoire autonome de plus de 4800 hectares localisé approximativement entre Los Angeles et San Francisco. Elle sera conçue comme une ville témoin, conforme au développement durable, entièrement alimentée grâce à l'énergie solaire et d'une capacité d'accueil initialement prévue de 150 000 personnes (abaissée à 2 900 hectares et 75 000 résidents). Il est prévu que ses résidents n'aient pas à payer une seule note d'électricité. 
Le projet est dirigé par la Kings County Ventures, une SARL basée en Californie et dont le PDG actuel est Vince Barabba, mais la toute première personne à avoir supervisé le projet est un entrepreneur de 50 ans : Quay Hays.
Selon Quay Hays et la Kings County Ventures, l'objectif de Quay Valley est de construire une communauté modèle, auto-suffisante, qui combine à la fois les meilleures innovations du mouvement New Urbanism et la tradition des petites villes rurales de la Vallée de San Joaquin, tout en préservant l'environnement naturel de cette zone. L'énergie de la ville sera fournie par trois modules solaires photovoltaïques de 40,5 hectares chacun et produisant en tout 600 mégawatts d'énergie électrique. Les habitants des banlieues pourront conduire des voitures électriques, voyager par Hyperloop ou utiliser des bateaux-bus qui voyageront à travers un canal de plus de 90 mètres de large. Sur le plan économique, Quay Valley mise beaucoup sur la construction de divers pôles d'attraction (circuit automobile, marina, aquarium, musées...) pour assurer ses revenus. 